# Tenuipalpus filicicola
Tenuipalpus filicicola är en spindeldjursart som beskrevs av Wang 1983. Tenuipalpus filicicola ingår i släktet Tenuipalpus och familjen Tenuipalpidae. Inga underarter finns listade i Catalogue of Life.